# Christopher Morgan
Christopher Morgan (conocido como Chris Morgan; Adelaida, 15 de diciembre de 1982) es un deportista australiano que compitió en remo.
Participó en tres Juegos Olímpicos de Verano, obteniendo una medalla de bronce en Londres 2012, en la prueba de cuatro scull, el cuarto lugar en Pekín 2008 (cuatro scull) y el séptimo en Río de Janeiro 2016 (doble scull).
Ganó dos medallas de oro en el Campeonato Mundial de Remo, en los años 2010 y 2011.

## Palmarés internacional
| Juegos Olímpicos   | Juegos Olímpicos          | Juegos Olímpicos  | Juegos Olímpicos |
| Año                | Lugar                     | Medalla           | Prueba           |
| ------------------ | ------------------------- | ----------------- | ---------------- |
| 2012               | Londres (Reino Unido)     | Medalla de bronce | Cuatro scull     |
| Campeonato Mundial |                           |                   |                  |
| Año                | Lugar                     | Medalla           | Prueba           |
| 2010               | Cambridge (Nueva Zelanda) | Medalla de oro    | Dos con timonel  |
| 2011               | Bled (Eslovenia)          | Medalla de oro    | Cuatro scull     |